# Jeff Pain
Jeff Pain (n. 14 decembrie 1970, Alaska, SUA) este un sportiv ce a reprezentat Canada, medaliat olimpic. A participat la 3 ediții ale Jocurilor Olimpice (2002, 2006, 2010) în care a câștigat o medalie de argint.